# Copa Roca de 1976
A Copa Roca de 1976 foi uma das edições da Superclássico das Américas, sendo a última edição do torneio sob esta nomenclatura, e realizada em anexo à Taça do Atlântico, antes da interrupção 34 anos, até o retorno da competição em 2011.

## Sede
A primeira partida foi disputada no Estádio Monumental de Núñez, em Buenos Aires, enquanto que a segunda partida foi disputada no Estádio do Maracanã, no Rio de Janeiro.
| Buenos Aires                       | Rio de Janeiro                  |
| ---------------------------------- | ------------------------------- |
| Estádio Monumental de Núñez        | Estádio do Maracanã             |
| 34° 32′ 43,15″ S, 58° 26′ 59,05″ O | 22° 54′ 44″ S, 43° 13′ 48,77″ O |
| Capacidade: 74 624                 | Capacidade: 150 000             |
|                                    |                                 |

## Detalhes dos Jogos
Argentina 1 a 2 Brasil. Lula concluiu lançamento de Marinho Chagas. Zico de falta. Kempes de penalti. 1 a 2. 
Brasil 2 a 0 Argentina. Lula no rebote do goleiro. Orlando centrou, Gil tentou, Neca fuzilou. 

## Detalhes

### Jogo de ida
| 27 de fevereiro | Argentina         | 1 – 2     | Brasil             | Estádio Monumental de Núñez, Buenos Aires     |
|                 | Kempes 74' (pen.) | Relatório | Lula 5' · Zico 67' | Público: 35 000 Árbitro: ARG Roberto Barreiro |

| Ricardo La Volpe   |                               |     |
| Daniel Killer      |                               |     |
| Alberto Tarantini  |                               |     |
| Andrés Rebottaro   |                               |     |
| Pablo Cárdenas     |                               |     |
| Américo Gallego    | Penalizado com cartão amarelo |     |
| Ricardo Bochini    |                               |     |
| Marcelo Trobbiani  |                               | 70' |
| Héctor Scotta      |                               | 57' |
| Mario Kempes       |                               |     |
| Oscar Ortiz        |                               |     |
| Substituições:     |                               |     |
| Julio Asad         |                               | 40' |
| René Houseman      |                               | 57' |
| Treinador:         |                               |     |
| César Luis Menotti |                               |     |

| 1               | Waldir Peres   |                               |                 |
| 2               | Getúlio        | Penalizado com cartão amarelo |                 |
| 3               | Miguel         | Penalizado com cartão amarelo |                 |
| 4               | Amaral         |                               |                 |
| 5               | Marinho Chagas |                               |                 |
| 6               | Chicão         | Penalizado com cartão amarelo |                 |
| 8               | Falcão         |                               |                 |
| 10              | Zico           | Penalizado com cartão amarelo |                 |
| 7               | Flecha         |                               |                 |
| 9               | Geraldo        |                               | Substituído     |
| 11              | Lula           |                               | Substituído     |
| Substituições:  |                |                               |                 |
|                 | Palhinha       |                               | Entrou em campo |
|                 | Edu Bala       |                               | Entrou em campo |
| Treinador:      |                |                               |                 |
| Osvaldo Brandão |                |                               |                 |

### Jogo de volta
| 19 de maio | Brasil              | 2 – 0     | Argentina | Estádio do Maracanã, Rio de Janeiro |
|            | Lula 65' · Neca 88' | Relatório |           | Árbitro: BRA Agomar Martins         |

| 1               | Waldir Peres  |                               |                 |
| 2               | Orlando       | Penalizado com cartão amarelo |                 |
| 3               | Jayme         |                               |                 |
| 4               | Amaral        |                               | Substituído     |
| 5               | Marco Antônio |                               |                 |
| 6               | Chicão        |                               | Substituído     |
| 8               | Geraldo       |                               |                 |
| 10              | Rivellino     |                               |                 |
| 7               | Gil           |                               |                 |
| 9               | Neca          |                               |                 |
| 11              | Lula          |                               |                 |
| Substituições:  |               |                               |                 |
|                 | Beto Fuscão   |                               | Entrou em campo |
|                 | Falcão        |                               | Entrou em campo |
| Treinador:      |               |                               |                 |
| Osvaldo Brandão |               |                               |                 |

| Ricardo La Volpe   |                               |     |
| Daniel Passarella  |                               |     |
| Alberto Tarantini  | Penalizado com cartão amarelo |     |
| Jorge Olguín       |                               |     |
| Jorge Carrascosa   |                               |     |
| Marcelo Trobbiani  |                               |     |
| Ricardo Bochini    |                               |     |
| Américo Gallego    | Penalizado com cartão amarelo | 46' |
| Mario Kempes       |                               | 46' |
| Leopoldo Luque     |                               |     |
| René Houseman      |                               |     |
| Substituições:     |                               |     |
| Daniel Valencia    |                               | 46' |
| Norberto Alonso    |                               | 46' |
| Treinador:         |                               |     |
| César Luis Menotti |                               |     |

## Classificação final
| Clube     | P | J | V | DP | D | GP | GC | SG |
| --------- | - | - | - | -- | - | -- | -- | -- |
| Brasil    | 6 | 2 | 2 | 0  | 0 | 4  | 1  | +3 |
| Argentina | 0 | 2 | 0 | 0  | 2 | 1  | 4  | –3 |

## Premiação
| Copa Roca de 1976          |
| Brasil                     |
| -------------------------- |
| BRASIL Campeão (8º título) |

## Artilharia
| 2 gols (1) - BRA Lula | 1 gol (3) - ARG Mario Kempes - BRA Zico - BRA Neca |

## Assistência
1 assistência (3)
- BRA Marinho Chagas
- BRA Orlando Lelê